# Thonikgebouw
Thonikgebouw is een gebouw op de noordoostelijke vooruitgeschoven hoek van de Wibautstraat en de Grensstraat, Amsterdam-Oost.

## Grensstraat
Die Grensstraat ligt op de jarenlange grens tussen de gemeenten Amsterdam en Nieuwer-Amstel. Daar heeft ze dan ook haar naam aan te denken en het is nog een teken van die laatste gemeente waarvan het grondoppervlak in de omgeving op 1 mei 1896 geannexeerd werd door Amsterdam. Het is een onopvallend straatje van 175 meter met nauwelijks opvallende architectuur. De twee opvallendste gebouwen staan op twee hoeken. Op de zuidwestelijke hoek van de Grensstraat staat Weesperzijde 70) en Amstel, een creatie van Willem Kromhout dat gemeentelijk monument is. Aan het andere uiteinde van de straat staat aan de noordoostelijke hoek met de Wibautstraat het Thonikgebouw.

## Gebouw
Aan die Wibautstraat, die in de loop der jaren steeds opnieuw werd ingericht en nieuwe bebouwing kreeg, staat sinds 2020 een gebouw waarin grafisch ontwerpbureau Thonik (adres Grensstraat 47) is gevestigd. Het gebouw steekt qua ontwerp rondom af tegen haar omgeving. Wat direct opvalt is dat het gebouw staat aan een naar voren geplaatste rooilijn van de Wibautstraat. Dat had tot gevolg dat hoewel het een hoekgebouw is het tegelijkertijd volledig vrijstaand is. Uitvoering nam elf jaar in beslag, te beginnen bij die grondpositie en dan verder met ontwerp. 
Thonik maakte dan ook het ontwerp voor dit gebouw dat opvalt tussen de 19e-eeuwse bebouwing en de bebouwing van de 20e eeuw met als architectonisch hoogtepunt de Vrolikstraat 8 uit 1952, in de 20e eeuw in gebruik bij Cygnus Gymnasium (rijksmonument). Graficus Thomas Widdershoven (1960) ontwierp het gebouw samen met architect Arjan van Ruyven van MMX Architecten, onder de noemer gebracht van "interdisciplinair ontwerpen". Van Ruyven droeg bij aan de architectonische houdbaarheid van bijvoorbeeld materialen en inpassing in stedenbouwkundig ontwerp, in zijn ogen iets heel anders dan ontwerpen in twee dimensies. Het werd een gebouw met de afmetingen 14 (breedte) bij 8 (diepte) en 23 meter hoogte. Het gebouw kent zes verdiepingen, waarvan een horecabedrijf de begane grond (Wibautstraat 130) uitbaat en Thonik zelf twee verdiepingen gebruikt. Het gebouw wordt afgesloten door een openbaar dakterras. In de ontwerpperiode werd het gebruikelijk min of meer verticale parken toe de passen, zie bijvoorbeeld ook Valley. Dat hier een graficus is bezig geweest blijkt uit de kleurstelling van het met weinig licht weerkaatsende trespa beklede gebouw. Kolommen (verticaal) en  balkons en (dak)lijsten (horizontaal) zijn gekleurd in een zebramotief. Tegenover die kubusstructuur staat een diagonale lijn in dezelfde kleuren van de trap naar het dakterras. Het ontwerp pakte zo uit omdat Widdershoven vanuit kantoor een zo compleet mogelijk beeld wilde hebben van de omgeving, dat wil zeggen grote glasoppervlakten alleen onderbroken door de vloeren. Dat leverde een rasterpatroon op, hetgeen in trespa werd uitgevoerd. De trap werd door de hoek van 45 graden nogal steil. 
Die kleurstelling (zowel binnen in samenwerking met Simone Post en Nikki Gonnissen als buiten toegepast) voert terug op het font Mexcellent, dat opgebouwd is uit drie strepen., dat op zich weer terugvoert naar de Olympische Zomerspelen 1968 in Mexico. Het werd door ARCAM ook vergeleken met dazzle camouflage, een marine camouflagetechniek, die door gezichtsbedrog schepen een ander uiterlijk meegeeft; de hersenen raken enigszins in de war van die patronen.    
Het gebouw werd elektrisch en emissievrij opgeleverd. Bovendien is het zo ingericht dat mocht Thonik verhuizen het eenvoudig omgebouwd kan worden tot appartementencomplex.

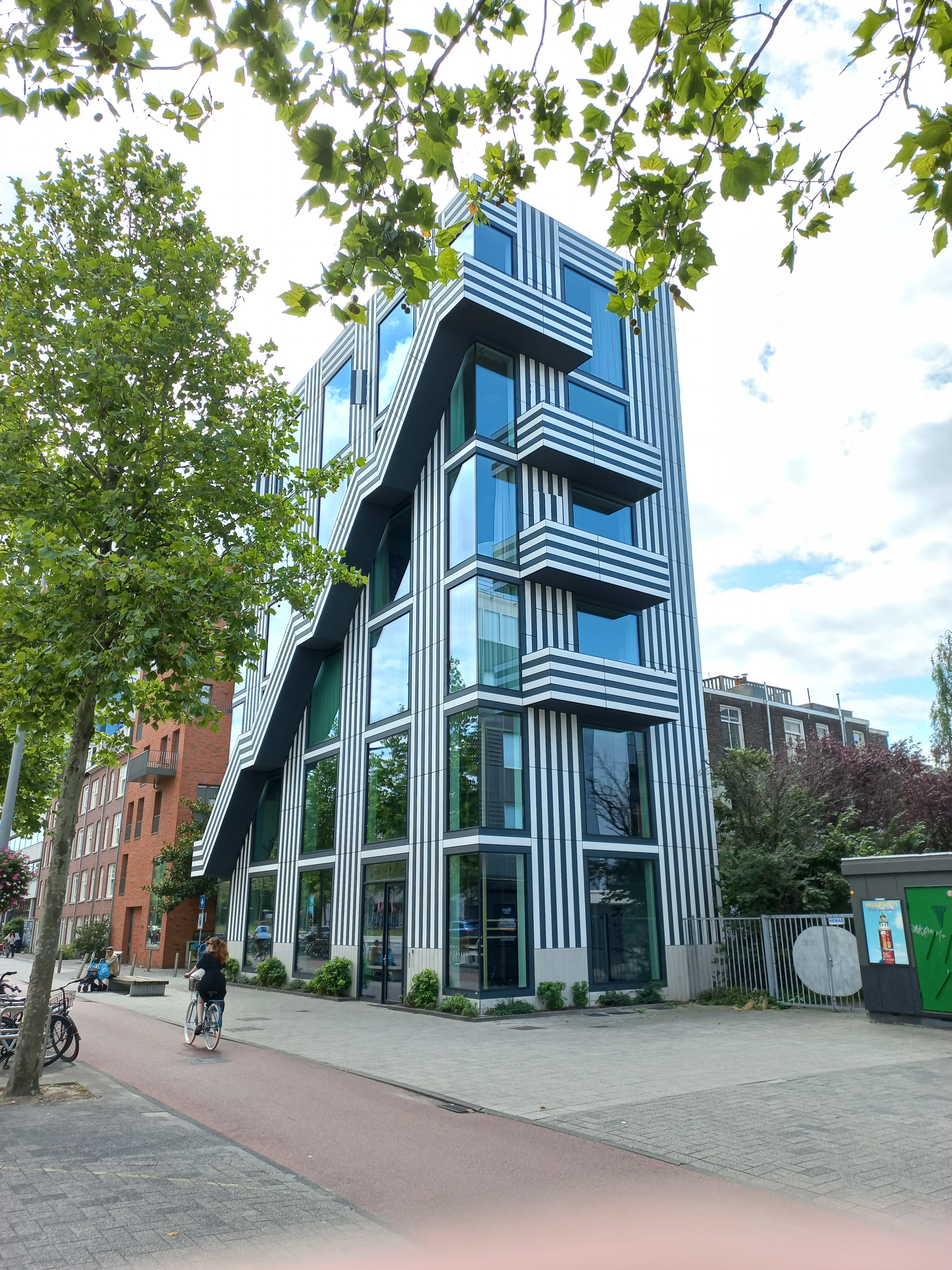
Het Thonikgebouw in 2022

Architectuurcriticus Jaap Huisman omschreef het als "postzegelarchitectuur", bouwen op een “vergeten” stukje grond tussen bestaande bebouwing.
Het gebouw werd in 2021 genomineerd:
- voor de Amsterdamse Architectuur Prijs, maar Westbeat won
- voor de Abe Bonnema Prijs (vernieuwende architectuur), [2], maar Spaarndammerhart won[3]
- Prijs van de Branchevereniging Nederlandse Architecten (BNA) en won

Het is voorts opgenomen in Architecture in the Netherlands, Yearbook 2020-2021.
Thonik had in diezelfde periode eerder meegewerkt aan een architectonisch ontwerp voor zelfbouw en wel met MVRDV, er werd een oranjekleurig gebouw neergezet op een binnenterrein van Weesperzijde 79d, hetgeen een enorme discussie opleverde (het werd daarop groen geschilderd).